# Бродрик, Уильям, 1-й граф Мидлтон
Уильям Сент-Джон Фримантл Бродрик, 1-й граф Мидлтон (англ. William St John Fremantle Brodrick, 1st Earl of Midleton; 14 декабря 1856, Лондон, Соединённое королевство Великобритании и Ирландии — 13 февраля 1942, там же) — британский государственный деятель.

## Биография
Уильям Сент-Джон Фримантл Бродрик родился 14 декабря 1856 года. Воспитанник Баллиол-колледжа и Итона.

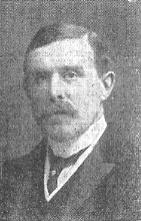
Бродрик

С 1880 года член палаты общин Великобритании, состоял в Консервативной партии до 1891 года. С 1891 года возглавлял Ирландский юнионистский альянс.
С 1886 по 1892 год был финансовым секретарём в военном министерстве. В 1895 году он внес предложение о сокращении жалованья военному министру Генри Кампбелл-Баннерману, обвинив его в том, что организация военного дела в Англии упала в результате его чрезмерной экономии. Предложение (снизить ему жалованье на 100 фунтов) было принято палатой общин (ничтожным и образовавшимся совершенно случайно большинством голосов) и вызвало падение кабинета графа Розбери; весь кабинет министров связал свою судьбу с судьбой Кэмпбелла и демонстративно вышел в отставку.
В кабинете маркиза Солсбери Уильям Бродрик был последовательно заместителем военного министра, заместителем министра иностранных дел и военным министром.
Уильям Сент-Джон Фримантл Бродрик умер 13 февраля 1942 года.